# 7 Wishes
| Recensione | Giudizio |
| ---------- | -------- |
| AllMusic   |          |

7 Wishes è il terzo album in studio del gruppo musicale statunitense Night Ranger, pubblicato nel maggio 1985 dalla MCA Records.

## Tracce
1. Seven Wishes – 4:54 (Jack Blades)
2. Faces – 4:12 (Blades, Kelly Keagy, Alan Fitzgerald)
3. Four in the Morning (I Can't Take Any More) – 3:54 (Blades)
4. I Need a Woman – 4:40 (Blades)
5. Sentimental Street – 4:14 (Blades)
6. This Boy Needs to Rock – 4:00 (Blades, Brad Gillis)
7. I Will Follow You – 4:16 (Blades, Fitzgerald)
8. Interstate Love Affair – 3:16 (Blades)
9. Night Machine – 4:34 (Blades, Keagy, Gillis)
10. Goodbye – 4:22 (Blades, Jeff Watson)

## Singoli
- Sentimental Street (1985)
- Four in the Morning (I Can't Take Any More) (1985)
- Goodbye (1985)

## Formazione
- Jack Blades – voce, basso
- Jeff Watson – chitarra
- Brad Gillis – chitarra
- Alan Fitzgerald – tastiere
- Kelly Keagy – batteria, voce

Altri musicisti
- Vince Neil, Tommy Lee, Kevin Charles, David Sykes, Fishdog – cori in Night Machine